# گلم کبود (خرم‌آباد)
گلم کبود روستایی از توابع بخش بیرانوند شهرستان خرم‌آباد در استان لرستان ایران است.
جمعیت روستای گلم کبود را تیره حسین بگ تشکیل میدهند
رئیس شورای روستای گلم کبود بهزاد بیرانوند فرزند باقر خان می باشد

## جمعیت
این روستا در دهستان بیرانوند شمالی قرار دارد و براساس سرشماری مرکز آمار ایران در سال ۱۳۸۵، جمعیت آن ۴۲ نفر (۱۰خانوار) بوده‌است.
جمعیت این روستا بیشتر از نسل مالک و کدخدا این محل کدخدا محمدعلی(ممدالی)بیرانوند هستند